# Prvić Šepurine
Prvić Šepurine település Horvátországban Šibenik-Knin megyében. Közigazgatásilag Vodicéhez tartozik.

## Fekvése
Šibenik központjától légvonalban 8 km-re nyugatra, községközpontjától 3 km-re délre, Dalmácia középső részén, a Prvić-sziget északi-középső részén egy nyugatra néző kis öbölben fekszik.

## Története
Prvić szigetének első lakói valószínűleg remeték voltak. A feltételezések szerint a 13. században bencés szerzetesek telepedtek itt meg. Erre utal az a korabeli forrás, mely szerint 1267-ben a spliti püspök megbüntette „Santa Maria de Insula” apátját, mert a rend szabályait felrúgva egyedül élt itt. Ivan Lučić a 17. századi horvát történetíró is arról ír, hogy a szigeten egy Szűz Máriának szentelt kolostor állt, de más írásos forrás ezt nem erősíti meg. Petar Kaer régész szerint a mai Szent Rókus temető területén növényi ornamentikával díszített töredékek kerültek elő, melyből szintén arra következtetett, hogy itt egykor bencés kolostor állt. Később, a 15. századtól nemesi családok nyaralóhelye volt. Különösen a nagyobb járványok idején menekültek ide gazdag šibeniki családok, hogy átvészeljék a vészterhes időket. A ferences harmadrend šibeniki szerzetesei a dózse beleegyezésével 1461-ben telepedtek meg a sziget déli részén. A török térhódításával megindult a kontinens belsejéből  a menekültek áradata is, mely a sziget lakosságát jelentősen megnövelte. Šepurine települést is ekkor alapították meg a csatorna túloldalán fekvő Srima menekültjei. 1546 óta folyamatosan a „Sipurine” nevet viselte. A név eredete nem ismert, de valószínűnek tartják, hogy a srimai tengerparti forrásról kapta nevét, melyet a helyiek mindig Sipurinának hívtak. Később néhány lukai is megtelepedett itt, így a lakosság száma egyre növekedett. 1797-ben a Velencei Köztársaság megszűnésével a Habsburg Birodalom része lett. 1806-ban Napóleon csapatai foglalták el és 1813-ig francia uralom alatt állt. Napóleon bukása után ismét Habsburg uralom következett, mely az első világháború végéig tartott. A településnek 1857-ben 971, 1910-ben 1699 lakosa volt. A lakosság száma 1921-ben érte el a csúcsát, amikor 1750-en lakták. Azóta ez a szám folyamatosan esett. Az I. világháború után rövid ideig az Olasz Királyság, ezután a Szerb-Horvát-Szlovén Királyság, majd Jugoszlávia része lett. A lakosság korábban halászattal, szőlő- és olajbogyótermesztéssel, tengerészettel foglalkozott. Ma már a turizmus adja az itteniek fő bevételi forrását. Lakossága 2011-ben 239 fő volt.

## Lakosság
| Lakosság változása | Lakosság változása | Lakosság változása | Lakosság változása | Lakosság változása | Lakosság változása | Lakosság változása | Lakosság változása | Lakosság változása | Lakosság változása | Lakosság változása | Lakosság változása | Lakosság változása | Lakosság változása | Lakosság változása | Lakosság változása |
| ------------------ | ------------------ | ------------------ | ------------------ | ------------------ | ------------------ | ------------------ | ------------------ | ------------------ | ------------------ | ------------------ | ------------------ | ------------------ | ------------------ | ------------------ | ------------------ |
| 1857               | 1869               | 1880               | 1890               | 1900               | 1910               | 1921               | 1931               | 1948               | 1953               | 1961               | 1971               | 1981               | 1991               | 2001               | 2011               |
| 971                | 0                  | 1.301              | 1.364              | 1.576              | 1.699              | 1.750              | 1.413              | 1.242              | 1.176              | 955                | 623                | 397                | 315                | 262                | 239                |

## Nevezetességei
- A településen két templom áll. A régebbit 1620-ban építették Szent Ilona császárné és a Szent Kereszt tiszteletére. Kiemelkedő ékessége a gazdagon díszített barokk Szent Rókus oltár.
- Az újabb, nagyobb templomot 1878-ban építették, titulusa Szűz Mária mennybevétele. Az építés dátuma a homlokzatán olvasható „Hoc templum aedifigatum A. D. 1878.” alakban. 1898-ban és 1938-ban megújították.
- A településen található a nevezetes Verancsics (Vrančić) család nyaralója,[5] mely ma a Draganić család tulajdona. A nyaralókomplexum a plébániatemplommal szemben található. A komplexumot valószínűleg valamikor teljesen elkerítették. Elrendezése egy központi, palotaszerű lakóépületből áll, amelynek déli oldalán egy másik épületet építettek, amelyet valószínűleg szolgáltatási és gazdasági célokra használtak. A főépület északi oldalán egy családi kápolna került az épületbe. A lakórész nyugati oldalán régen (ma teljesen elhanyagolt) kerthelyiség volt.

## Híres emberek
Itt a család nyári rezidenciáján élt és alkotott Verancsics Faustus kora neves polihisztora, történetíró, főpap, diplomata, humanista tudós. 1617-ben bekövetkezett halálakor a sziget plébániatemplomában a lukai Irgalmas Szűzanya templomban helyezték örök nyugalomra.